# NSS 703
NSS 703 (ang. New Skies Satellite) - satelita telekomunikacyjny, należący do operatora SES ASTRA.
Satelita został wystrzelony na orbitę 6 października 1994, pierwotnie jako Intelsat 703 (należał do operatora Intelsat).
NSS 703 znajduje się na orbicie geostacjonarnej (nad równikiem), na 57. stopniu długości geograficznej wschodniej.
Nadaje sygnał stacji telewizyjnych i radiowych oraz przekazy telewizyjne w kilku wiązkach do odbiorców w Europie, Afryce, Azji, a nawet w zachodniej części Australii w polaryzacji H, V, L i R.